# Barna T. Attila
Barna T. Attila (Tóbiás Barna Attila, Vác, 1971. november 28. –) költő.

## Élete
Barna T. Attila Felsőgödön nevelkedett. Tizenegy éves korától fogva ír verseket. Kamaszfejjel már publikált; Köves István összesen négy versét közölte az Ifjúsági Magazin 1987. januári, illetve 1988. szeptemberi számában. Ekkoriban ismerkedett meg az akkor Vácon élő Vári Attila íróval, és Németh Péter Mikola költővel. Vári volt az első mestere; a kamaszköltő rendszeresen feljárt az Erdélyből áttelepült íróhoz kézirataival. Várival a kapcsolata hamarosan megszakadt (majd csak 2000-ben találkoztak újra, amikor Barna T. interjút készített egykori mesterével a Napi Magyarország számára), de Németh Péter Mikolával barátságuk töretlen maradt. Barna T. az első közlések után öt évig nem publikált, de az írást nem hagyta abba.
1989-ben ismerkedett meg Tornay Mari költővel, akinek az otthontalanul, társadalom-kívüliként kallódó fiatalember nagyon sokat köszönhetett. Tornay Mari buzdította, hogy ne hagyja abba az írást. Ő volt Barna T. „irodalmi szülőanyja”, ahogy a költő Tornay Marit nevezi. 1993-ban jelentek meg újra versei, a váci Kőkapu nevű közéleti havilapban, majd a Németh Péter Mikola szerkesztette, ugyancsak váci Katedrálisban – a Katedrális volt az első irodalmi folyóirat, ahol Barna T. bemutatkozott verseivel.
Hamarosan az Élet és Irodalom, a Mozgó Világ, az Alföld, valamint a Törökfürdő hasábjain is felbukkant Barna T. Attila neve. A kilencvenes évek közepén kereste fel néhány versével a Magyar Napló szerkesztőségében Bella Istvánt, aki azonnal felfigyelt a még ismeretlen, vidéki költőre (Barna T. fiatalon hat évig élt szülővárosában, Vácon). Azt, hogy hamarosan jóformán egy csapásra ismertté vált a neve az írótársadalomban, Barna T. Bella Istvánnak köszönheti.
Barna T. Attila az ezredforduló környékén mint újságíró és vidéki lapszerkesztő tevékenykedett. Külső munkatársa volt a Napi Magyarországnak, a Magyar Nemzetnek, a Szabad Földnek, a Magyar Demokratának. Dolgozott váci és nagymarosi helyi újságok munkatársaként is – miután megvált a Híres Marostól, melynek munkatársa volt, Balaskó Jenővel közösen szerkesztette a nagymarosi önkormányzat lapját, a Nagymarost –, mígnem 2004-ben felhagyott az újságírással, és az egészségügyben helyezkedett el. A Budai Irgalmasrendi Kórház kardiológiai osztályán, a szív-katéteres laborban négy évig dolgozott, mint műtőssegéd, majd a Szent János Kórházban lett betegszállító. Néha még írt recenziókat a Magyar Nemzetbe, később a Magyar Időkbe, majd ezzel a tevékenységével felhagyott. Nehéz gyerekkor és hányatott ifjúság után élete negyvenhat éves korára rendeződött. Óbudán él menyasszonyával, Rigó Irénnel, aki pszichiátriai szakápoló, részlegvezető nővér.

## Szervezeti tagságai

### Jelenlegi tagság
- Nagy Lajos Irodalmi és Művészeti Társaság
- Magyar Újságírók Közössége

### Korábbi tagságok
- József Attila Kör (más néven: Fiatal Írók József Attila Köre)

1994-ben lett a tagja. Valószínűleg megszűnt a tagsága, mert kiöregedett.
- Fiatal Írók Szövetsége

L. Simon László buzdítására lépett be 2002-ben. Tagsága alighanem itt is megszűnt, hasonló okból, mint a József Attila Körben. (L. Simonnal a kapcsolata 2014-ben megszakadt.)
- Magyar Írószövetség

Bella István és Tornai József ajánlására választotta tagjai közé a nagy múltú írószervezet 2001-ben. Az írószövetség 2016-os decemberi tisztújító közgyűlésén a választmány tagja is lett. 2017 novemberében szembekerült az Írószövetség vezetőivel; lemondott választmányi tagságáról, és kilépett a szövetségből.

## Kötetei

### Egyéni kötetei
- Senkinémasága (versek, Pegazus Művészeti Alapítvány, Vác 1997., 56 oldal) ISBN 963-0492-23-7
- Félárbocon (versek, Hungarovox Kiadó, Budapest 2003., 72 oldal) ISBN 963-9292-66-4
- Valami jön (versek, Ráció Kiadó, Budapest 2005., 48 oldal) ISBN 963-9605-03-4
- Régi kintorna dallamára (versek, Magyar Napló Kiadó, Budapest 2013., 84 oldal) ISBN 978-963-9961-81-4
- November baglya mellemen (versek, Orpheusz Kiadó, Budapest 2017., 68 oldal) ISBN 978-963-9809-93-2

### Irodalmi hetilapok, folyóiratok
- Agria
- Art’húr Irodalmi Kávéház
- Börzsönyi Helikon
- Búvópatak
- Ezredvég
- Élet és Irodalom
- Életünk
- Havi Magyar Fórum
- Hévíz
- Hitel
- Holdkatlan
- Irodalmi Jelen
- Katedrális
- Kelet Felől
- Litera-Túra Irodalmi és Művészeti Magazin
- Lyukasóra
- Magyar Múzsa
- Magyar Napló
- Mozgó Világ
- Nagyítás
- Napsziget
- Napút
- Pannon Tükör
- Parnasszus
- Partium
- Polisz (majd Polísz)
- Prae
- Szépirodalmi Figyelő
- Tempevölgy
- Törökfürdő
- Új Forrás
- Új Hagyomány
- Új Hevesi Napló
- Új Holnap
- Vár
- Várhely

### Antológiák
- Hajtások (Híd Kiadás, Gödöllő 1996., 121 oldal) ISBN 963-02-9936-4
- Verskarácsony (Beza Bt., Budapest 1997., 223 oldal)
- Új versek (Masszi Kiadó, Budapest 2001., 177 oldal) ISBN 963-8620-85-4
- Verskarácsony (Beza Bt., Budapest 2001)
- Verskarácsony (Beza Bt., Budapest 2002)
- Az év versei 2002 (Magyar Napló Kiadó, Budapest 2002)
- Az év versei 2003 (Magyar Napló Kiadó, Budapest 2003., 282 oldal) ISBN 963-86274-5-X
- Az év versei 2004 (Magyar Napló Kiadó, Budapest 2004)
- Minden idők csókja – Erotika a mai magyar költészetben (Raszter Könyvkiadó és Nyomda, Csongrád 2004., 120 oldal) ISBN 963-8013-32-X
- A Dunakanyar költészete 2005 (Kucsák Könyvkötészet és Nyomda, Vác 2005.)
- Magyar irodalmi herbárium (General Press Kiadó, Budapest 2005)
- Az év versei 2006 (Magyar Napló Kiadó, Budapest 2006., 295 oldal) ISBN 963-960-325-2
- Az év versei 2007 (Magyar Napló Kiadó, Budapest 2007., 293 oldal) ISBN 978-963-9603-48-6
- Az év versei 2009 (Magyar Napló Kiadó, Budapest 2009., 282 oldal) ISBN 978-963-9603-89-9
- Fényszivárgás (Littera Nova Kiadó – Accordia Kiadó, Budapest 2011., 158 oldal)
- Ezer magyar haiku (Napkút Kiadó, Budapest 2011)
- Súlytalanság fátyla – Bella István emlékezete (Vörösmarty Társaság, Székesfehérvár, 2011)
- Az év versei 2011 (Magyar Napló Kiadó, Budapest 2011., 286 oldal) ISBN 978-963-996-115-9
- Az év versei 2012 (Magyar Napló Kiadó, Budapest 2012., 319 oldal
- …mint egy mély folyóban, … Antológia Oláh János 70. születésnapjára; Írók Alapítványa – Széphalom Könyvműhely, Budapest 2012)
- Az év versei 2013 (Magyar Napló Kiadó, Budapest 2013., 376 oldal)
- Az év versei 2014 (Magyar Napló Kiadó, Budapest 2014)
- Az év versei 2015 (Magyar Napló Kiadó, Budapest 2015)
- Önlexikon – Kortárs magyar írók önszócikkei (Cédrus Művészeti Alapítvány, Budapest 2017)
- A századelő költészete – válogatás Az év versei című antológia köteteiből (Magyar Napló – Fókusz Egyesület, Budapest 2017)
- Bella István-díjasok antológiája (Aegis Kultúráért és Művészetért Alapítvány, Budapest, 2017)
- Újrahasznosított haza – A Nagy Lajos Irodalmi és Művészeti Társaság antológiája (Nagy Lajos Kiadó, Budapest, 2018)

## Díjai
- A gödöllői Juhász Gyula Városi Könyvtár irodalmi pályázata, versíró kategóriában 1. helyezés (Gödöllő 1996)
- Verskarácsony-díj (Budapest 1997, a Senkinémasága című kötetért a Magyar Írószövetség Költői szakosztálya javaslatára a Borsos Miklós Alapítványtól)
- PoLíSz Költészeti-díj 4. helyezett (2002, PoLíSz költői és műfordító pályázat)
- Wass Albert Emléklap (2002)
- Salvatore Quasimodo költőverseny különdíja (Balatonfüred 2008)
- Bella István-díj (2013)
- Salvatore Quasimodo-oklevél (Balatonfüred 2014 és 2017)

## Sajtó
- Új Pest Megyei Hírlap
  - Zászlós Levente: Senkinémasága. Barna T. Attila versiről (1997. december 19.)
  - Szitányi György: A csend színei (a Senkinémasága című kötetről, 1998. január 12.)
- Várhely – Kerék Imre: Barna T. Attila: Senkinémasága (1998/1.)
- Demokrata – Pósa Zoltán: Finomuló fájdalmak (a Senkinémasága című kötetről, 1998. február 12.)
- Kortárs – Prágai Tamás: Komolyhon tartomány illesztékei (2000. június)
- Prágai Tamás: Senkinémasága = P. T., A teraszon vidám társaság, (Parnasszus Könyvek, Bp., 2001, 114–118.)
- Magyar Nemzet – Kurzusirodalom az új évezredben. Barna T. Attilával Varga Klára beszélget (2002. augusztus 8.)
- Új Könyvpiac – Erős Kinga: „Belső tájak” felé (2005. október 6.)